# حزب التحرير (موريشيوس)
أول ظهور علني لحزب التحرير في موريشيوس كان بتاريخ 03 من شـعبان 1430 الموافق 2009/07/24م، حيث عقد مؤتمرا بعنوان: "عودة الخلافة... مسألة وقت". وذلك ضمن الحملة العالمية التي اطلقها الحزب في الذكرى ال88 لهدم الخلافة.
ونشر المكتب الاعلامي لحزب التحرير صورا للمؤتمر على صفحاته.